# Jindřich III. z Rožmberka
Jindřich III. z Rožmberka, německy Heinrich III. von Rosenberg (1361 – 28. července 1412 Praha) byl zřejmě jediným synem Oldřicha z Rožmberka a Alžběty z rodu Vartenberků. Po smrti svého otce se stal jediným držitelem rožmberského dominia. Za jeho panování velmi prosperoval Český Krumlov.

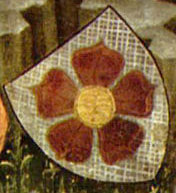
Rožmberský erb (výřez z obrazu Mistra vyšebrodského oltáře)

Jindřich III. byl opakovaně purkrabím na Pražském hradě, a to v letech 1396–1398 a 1400–1403. Byl jedním z hlavních členů Panské jednoty, a tak se podílel i na zajetích českého krále Václava IV. v roce 1394 a znovu roku 1402.
Když zemřel, zanechal po sobě dvě nezletilé děti: devítiletého Oldřicha a jeho sestru Kateřinu (obě z druhého manželství s Eliškou z Kravař).

## Jindřich III. z Rožmberka v populární kultuře
Jindřich III. z Rožmberka je jednou z hlavních postav ve filmu Petra Jákla Jan Žižka, Jindřicha ztvárnil německý herec Til Schweiger.